# Finchley Central (London Underground)

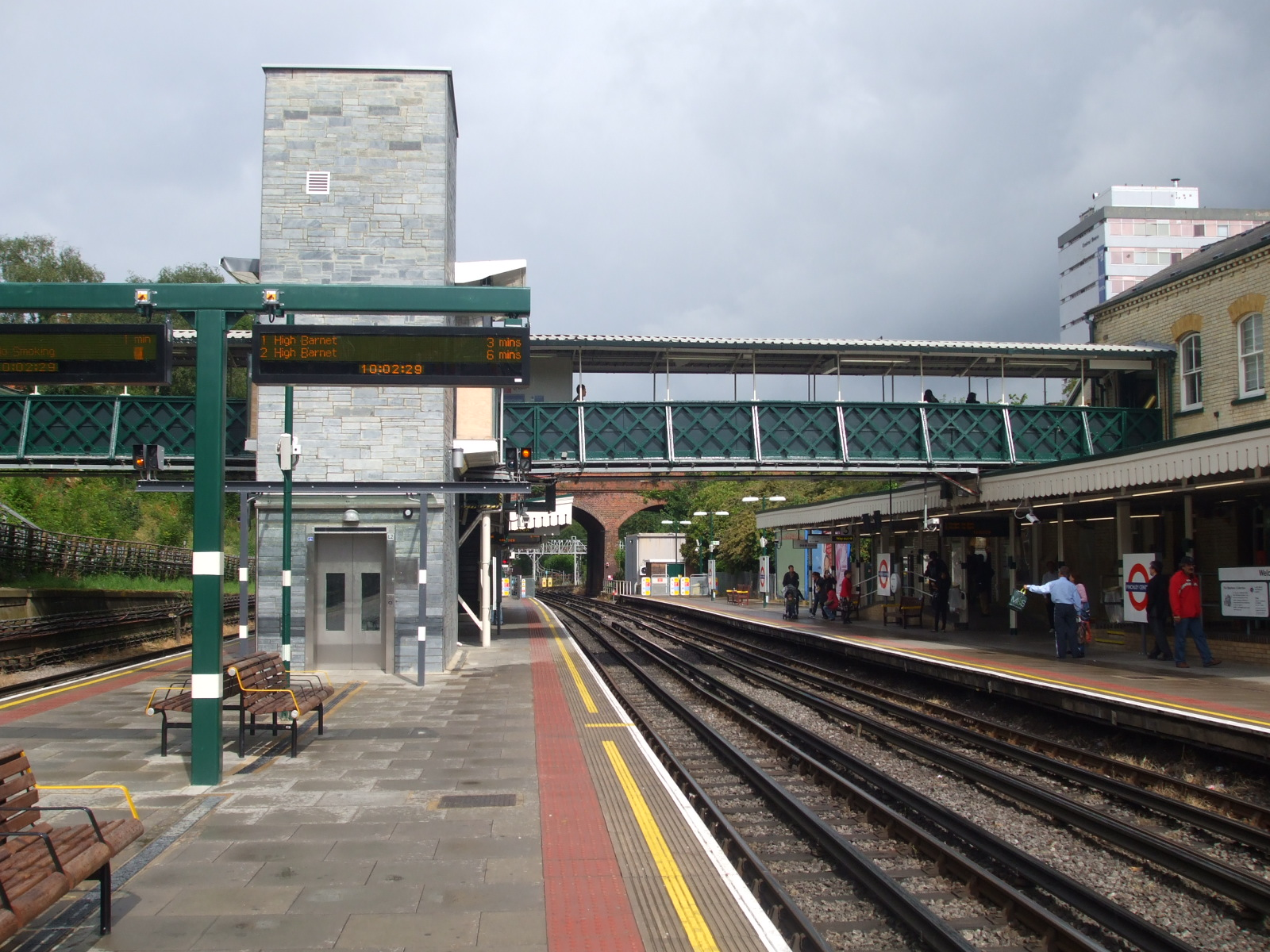
Blick auf die Bahnsteige

Finchley Central ist eine oberirdische Station der London Underground im Stadtbezirk London Borough of Barnet. Sie liegt in der Travelcard-Tarifzone 4 an der Ballards Lane und der Regent’s Park Road, im Stadtteil Finchley. Im Jahr 2013 nutzten 5,33 Millionen Fahrgäste diese von der Northern Line bediente Station.

## Anlage

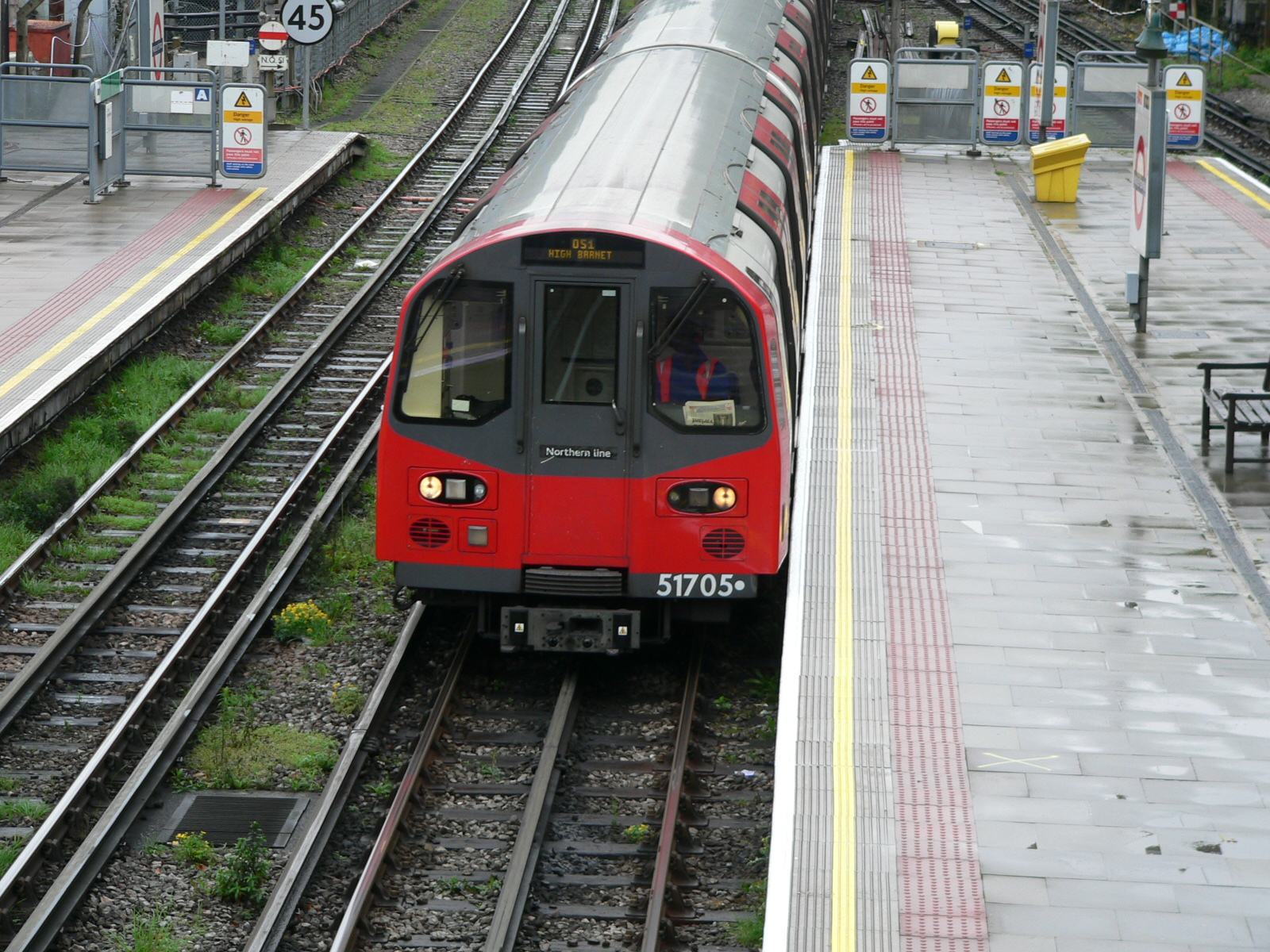
Einfahrender Zug

Die U-Bahn fährt hier zwar erst seit Beginn der 1940er Jahre, doch die Station wurde bereits mehr als siebzig Jahre zuvor als Bahnhof einer Vorortseisenbahn gebaut. Das Stationsgebäude weist noch immer zahlreiche architektonische Merkmale aus viktorianischer Zeit auf. Neben Mill Hill East gehört Finchley Central zu den ältesten erhalten gebliebenen Teilen der London Underground.
Der Haupteingang, der direkt in die Schalterhalle führt, befindet sich am Chaville Way, der bei einem Parkplatz endet. Der Nebeneingang befindet sich in der Station Road, wenige Meter von der Regent’s Park Road entfernt. Die Station ist dreigleisig: Am Gleis 3 halten alle Züge in Richtung Süden, am Gleis 2 jene in Richtung High Barnet. Gleis 1 dient den Zügen in Richtung Mill Hill East und solchen, die in Finchley Central wenden.

## Geschichte

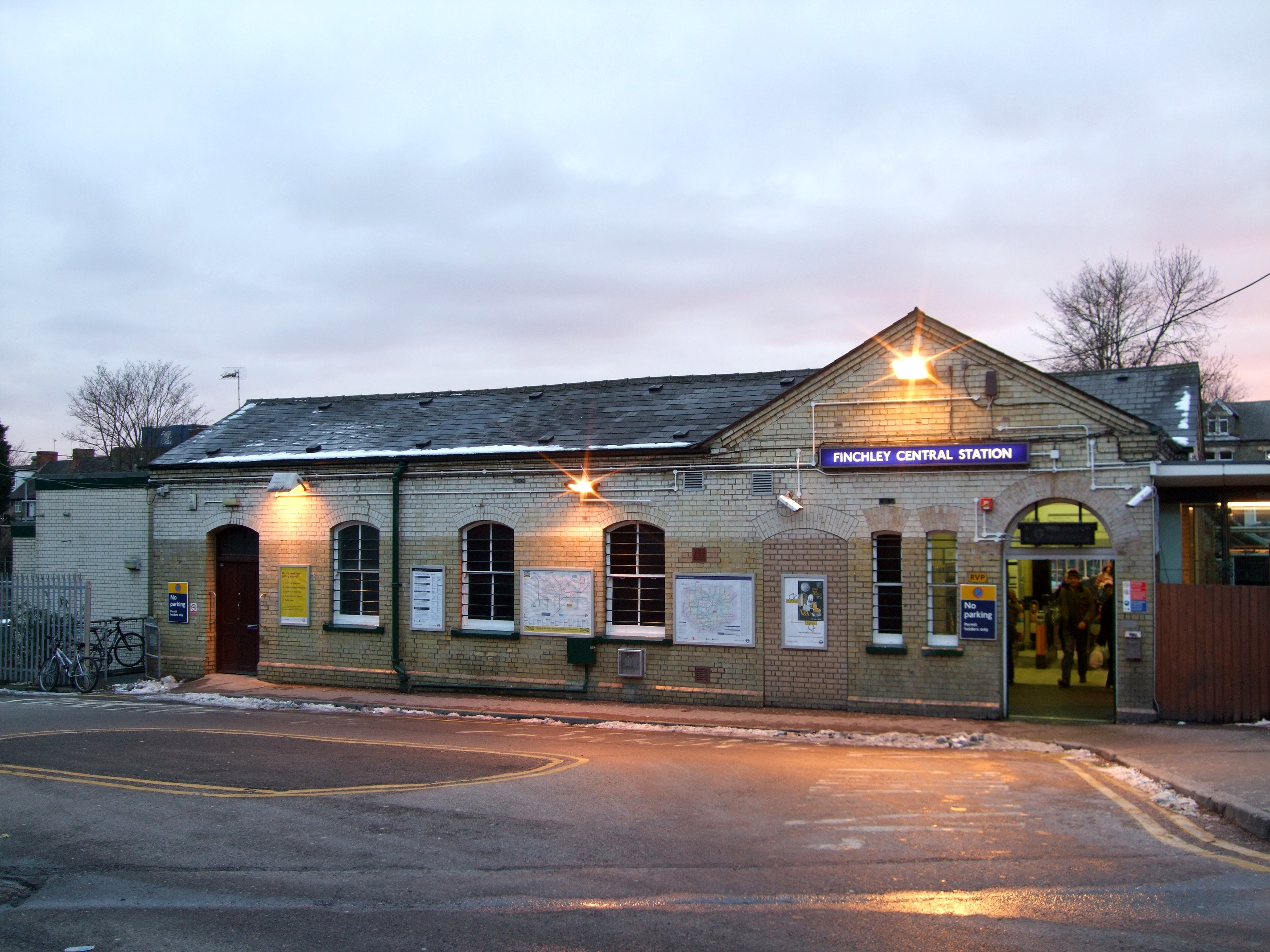
Stationsgebäude

Der Bahnhof wurde am 22. August 1867 durch die Edgware, Highgate and London Railway (EH&LR) zusammen mit der eingleisigen Strecke Finsbury Park – Edgware eröffnet. Im Juli 1867, kurz vor der Eröffnung, übernahm die größere Great Northern Railway (GNR) die EH&LR. Die Zweigstrecke in Richtung High Barnet folgte am 1. April 1872. Zu Beginn hieß der Bahnhof Finchley & Hendon, am 1. Februar 1894 erhielt er den Namen Finchley (Church End).
Mit dem Railways Act 1921 wurden sämtliche Bahngesellschaften des Landes zu vier großen Gesellschaften vereinigt, die GNR ging dabei 1923 in die London and North Eastern Railway (LNER) auf. Im Rahmen des Northern Heights-Projekts wurden die Eisenbahnstrecken nach Edgware und High Barnet in das U-Bahn-Netz integriert. Am 1. April 1940 fuhr der letzte LNER-Zug und der Bahnhof erhielt seinen heutigen Namen. Der U-Bahn-Betrieb begann am 14. April 1940. Am 18. Mai 1941 folgte die kurze Zweigstrecke nach Mill Hill East.
In der Nähe der Station wohnte einst Harry Beck, der Designer des Liniennetzplans der London Underground. Daran erinnert eine Gedenktafel auf dem Bahnsteig.

## Songtitel
Der Bahnhof wird im Lied Finchley Central der New Vaudeville Band aus dem Jahr 1967 besungen.